# Asperula laevigata
Asperula laevigata är en måreväxtart som beskrevs av Carl von Linné. Enligt Catalogue of Life ingår Asperula laevigata i släktet färgmåror och familjen måreväxter, men enligt Dyntaxa är tillhörigheten istället släktet färgmåror och familjen måreväxter. Arten har ej påträffats i Sverige. Inga underarter finns listade i Catalogue of Life.